# Vereinigte Weingüter Krebs-Grode

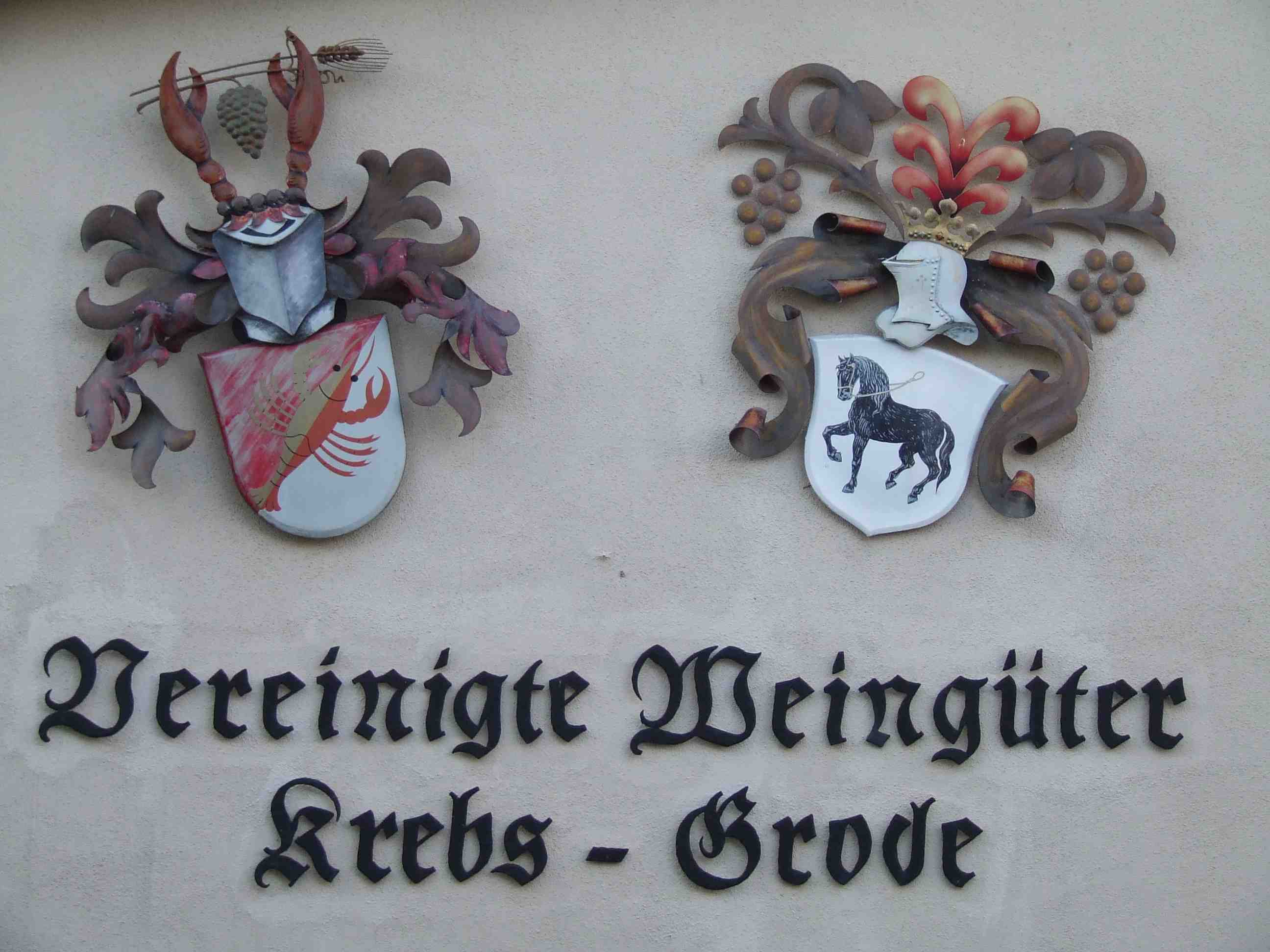
Die Wappen von Krebs und Grode am Weingut in Eimsheim

Die Vereinigten Weingüter Krebs-Grode in Eimsheim sind ein Weingut im deutschen Weinbaugebiet Rheinhessen. 

## Geschichte

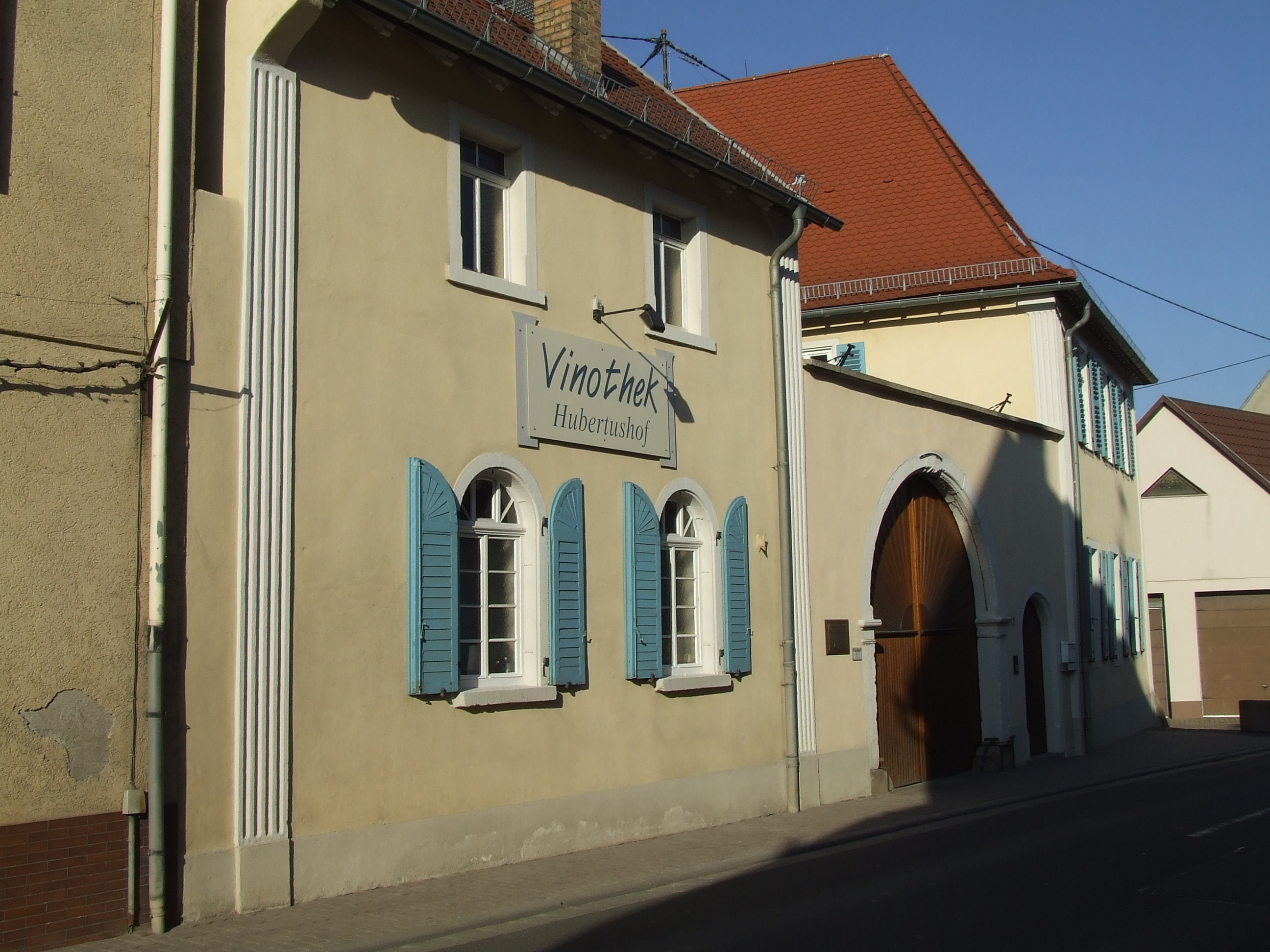
Vinothek Hubertushof der Vereinigten Weingüter Krebs-Grode

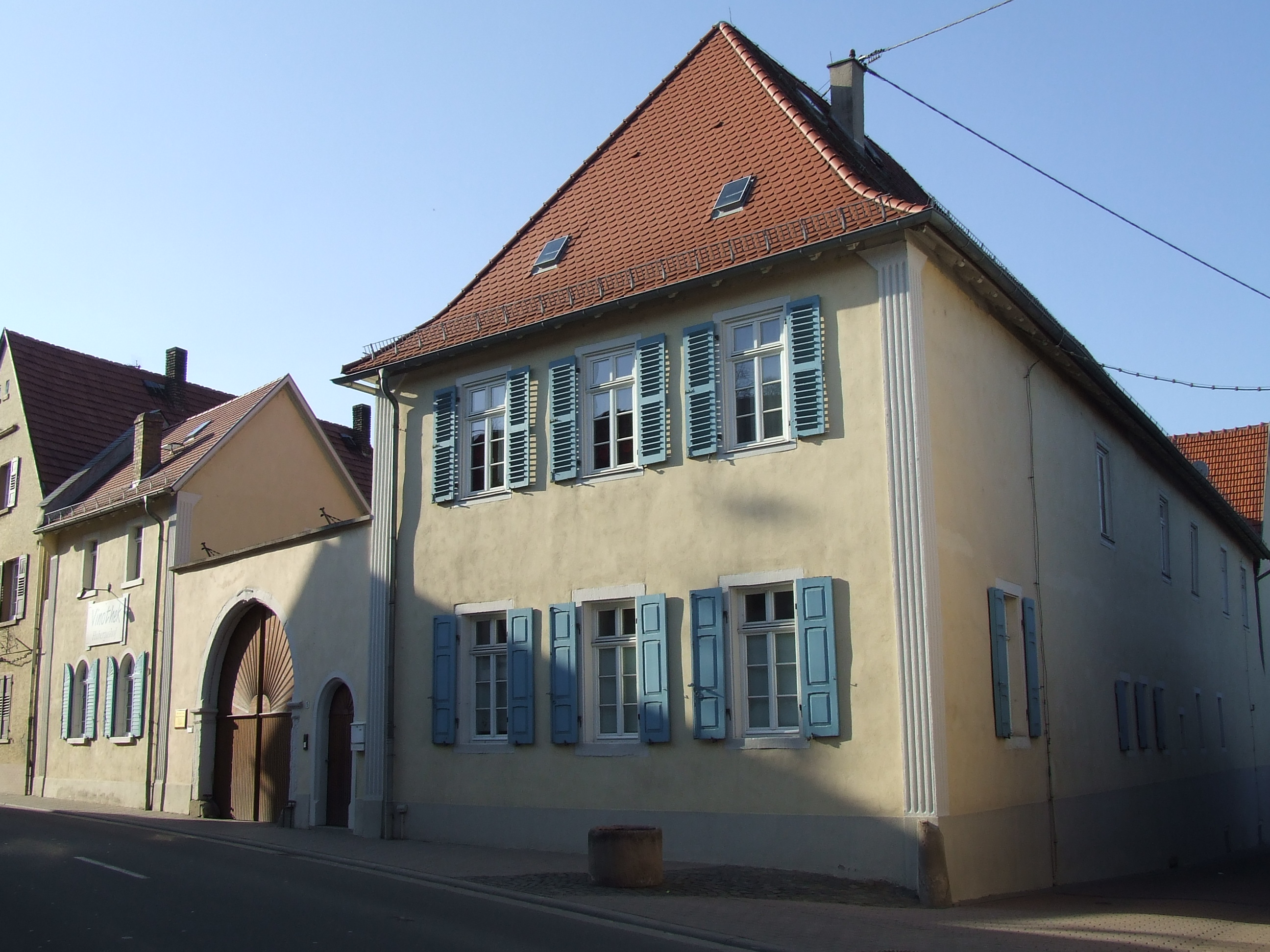
Die Vinothek in Gau-Odernheim

Im Jahre 1854 begannen zwei Weingüter mit dem Qualitätsweinanbau in der Region: das Weingut Grode, das aus einem Hubertushof in Gau-Odernheim hervorgegangen war, und das Krebs'sche Weingut. 
Seit 1966 werden die Güter gemeinsam vom jetzigen Stammsitz in Eimsheim aus bewirtschaftet. Wie viele rheinhessische Betriebe waren es früher Gemischtbetriebe. Die Umstellung und Konzentration auf einen spezialisierten Weinbaubetrieb begann 1985 mit der Flaschenweinvermarktung. Seit einigen Jahren ist das Weingut DLG-empfohlen.
Die Vinothek in Gau-Odernheim wurde 2017 geschlossen und die Hofreite steht zum Verkauf.

## Rebsorten
Auf 30 Hektar Fläche werden überwiegend weiße Rebsorten angebaut. Diese teilen sich auf in Riesling, Silvaner, Müller-Thurgau, Weiß- und Grauburgunder und Chardonnay für den Weißweinsektor. Bei den roten Rebsorten werden Blauer Portugieser, Spätburgunder, Frühburgunder, Dornfelder und Lemberger angebaut. Diese werden durch einige neuere Rebsorten wie Scheurebe, Bacchus, Kerner, Albalonga oder die in Rheinhessen neu zugelassenen Rotweinsorten Merlot und Cabernet Sauvignon ergänzt.

## Lagen

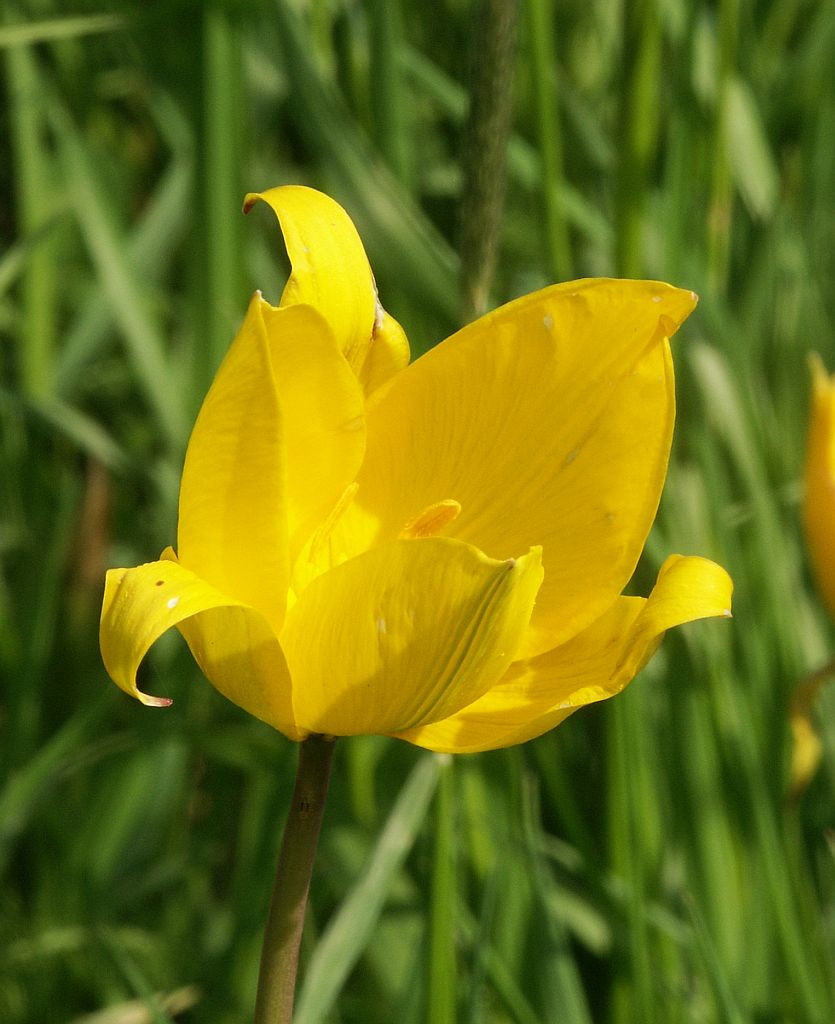
Weinberg-Tulpe

Der Besitz beinhaltet verschiedene Weinbergslagen in sieben verschiedenen Gemarkungen: Eimsheim, Alsheim, Guntersblum, Wintersheim, Hillesheim, Gau-Odernheim und Biebelnheim. 
In der Lage Gau-Odernheimer Lieberg unterhalb des Petersbergs kann man die in Deutschland besonders geschützte Weinberg-Tulpe (Tulipa sylvestris) finden. Weine aus dieser Lage sind mit einem Bild der Tulpe auf dem Etikett gekennzeichnet. Die Trauben werden dort in biologisch kontrollierter Weise erzeugt. Dies bedeutet Verzicht auf Herbizide, Insektizide und auch Akarizide. Durch das Wachstum der Tulpen wird eine natürliche Ertragsreduzierung erreicht, welche das Weingut mit bis zu 40 hl/ha beziffert. Die Lage ist als Naturdenkmal geschützt.

## Außenbetrieb
Die Flächen der vereinigten Weingüter werden nach neuesten Erkenntnissen des integrierten Weinbaus bewirtschaftet. Dies bedeutet, dass chemische Pflanzenschutzmittel nur nach sorgfältiger Nutzen-Schadenanalyse eingesetzt werden. Durch einen geringen Augenanschnitt pro m², Dauerbegrünung in den Rebzeilen, ein Ausdünnen bei starker Wüchsigkeit bzw. zu viel Behang und schließlich eine selektive Handlese ist das Weingut in der Lage ausdrucksvolle Weine mit hohen Extraktwerten und hohen Mostgewichten zu erzeugen. Es herrschen kräftige Lehm-Löß-Böden vor. War die Begrünung früher lediglich eine Oberflächenabdeckung, Erosionsschutz und eine Maßnahme zur besseren Mechanisierung, so kommen ihr heute weitaus mehr Aufgaben zu, nicht nur unter ökologischen, sondern auch unter qualitätssteigernden Gesichtspunkten.

## Vinifikation
Zunächst werden die Weine entrappt, dann mittels Membranpresse schonend gekeltert (bei max. 200 kPa Pressdruck). Nach Vergärung und Ausbau im Edelstahltank werden nahezu alle Weine bis zu ihrer Flaschenabfüllung in Holzfässern gelagert.
Die Rotweinbereitung wird seit Bestehen des Weingutes als Maischegärung durchgeführt. Diese Technologie ermöglicht es, rebsortenreine und schwefelarme Weine mit hoher Bekömmlichkeit zu produzieren. Es entstehen fruchtige, weiche und magenfreundliche Rotweine mit dezentem Gerbstoffanteil, verbunden mit einem hohen Alterungspotential.
Da die Roséweine alle sortenrein ausgebaut werden, dürfen sie die Bezeichnung Weißherbst tragen.

## Abfüllung
Jährlich werden rund 300.000 Flaschen Wein und Sekt produziert:
- Einfache Schoppenweine werden in 1 Liter Bordeauxflaschen mit hochwertigem Schraubverschluss abgefüllt.
- Die weißen Guts- und Premiumweine kommen in hellgrünen Bordeaux- oder dunkelgrünen Schlegelflaschen zum Verkauf, die roten nur in Bordeauxflaschen.
- Flaschen mit Eiswein werden noch traditionell mit Zinnkapsel versehen und in Zellophan gewickelt.

## Auszeichnungen

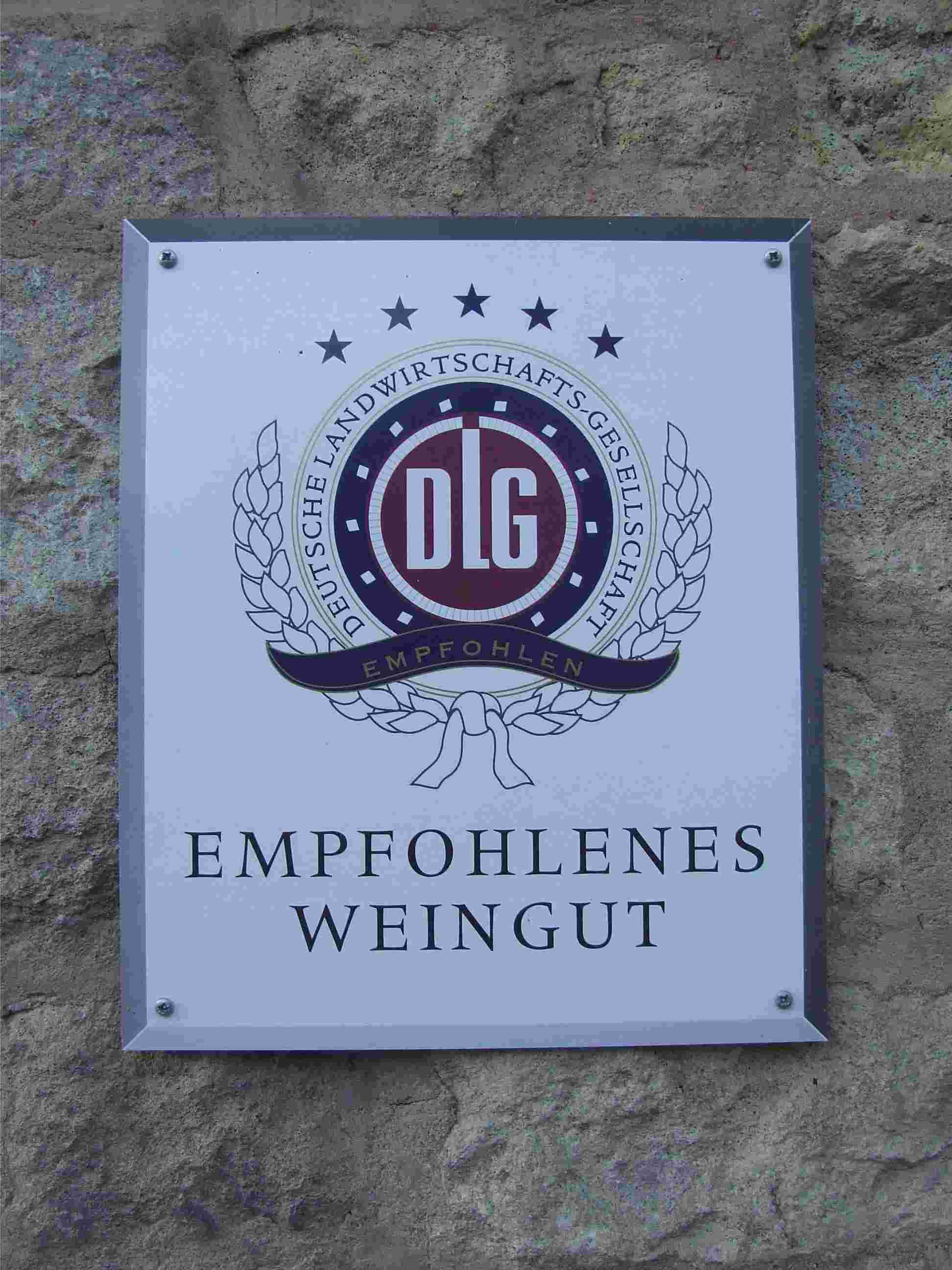
DLG-Schild am Weingut in Eimsheim

- Im Wettbewerb Mundus Vini der Meininger Verlagsgesellschaft konnte eine Albalonga Trockenbeerenauslese die Auszeichnung "Großes Gold" erringen.
- DLG-TOP 50 Die besten Weine des Jahres; Kategorie „Edelsüß“ im DLG Wein Guide 2007
- Die besten Winzer im International wine challenge ausgelobt von Der Standard
- Das Weingut erreicht seit 2007 beständig Auszeichnungen beim Austrian Wine Challenge.